# Kilmore (comté de Cavan)
Pour les articles homonymes, voir Kilmore.
Kilmore, en irlandais An Chill Mhór, est une paroisse d'Irlande dans le comté de Cavan à 6 kilomètres au sud-ouest de Cavan. Elle est le siège d'évêchés catholique et anglican : le diocèse de Kilmore et le diocèse de Kilmore, Elphin et Ardagh avec la cathédrale Saint-Felim.